# ISO 3166-2:NE
ISO 3166-2:NE – kody ISO 3166-2 dla Nigru.
Kody ISO 3166-2 to część standardu ISO 3166 publikowanego przez Międzynarodową Organizację Normalizacyjną. Kody te są przypisywane głównym jednostkom podziału administracyjnego, takim jak np. województwa czy stany, każdego kraju posiadającego kod w standardzie ISO 3166-1.
Aktualnie (2017) dla Nigru zdefiniowano kody dla 7 regionów oraz dystryktu stołecznego.
Pierwsza część oznaczenia to kod Nigru zgodnie z ISO 3166-1, natomiast druga część oznaczenia znajdująca się po myślniku to jednocyfrowy kod jednostki administracyjnej.

## Kody ISO
| Kod ISO | Nazwa jednostki administracyjnej | Rodzaj jednostki administracyjnej |
| ------- | -------------------------------- | --------------------------------- |
| NE-1    | Agadez                           | region                            |
| NE-2    | Diffa                            | region                            |
| NE-3    | Dosso                            | region                            |
| NE-4    | Maradi                           | region                            |
| NE-5    | Tahoua                           | region                            |
| NE-6    | Tillabéri                        | region                            |
| NE-7    | Zinder                           | region                            |
| NE-8    | Niamey                           | dystrykt stołeczny                |